# Paschal Grousset
Jean François Paschal Grousset (n. 7 aprilie 1844, Corti, Provence-Côte d'Azur-Corse⁠(d), Franța – d. 9 aprilie 1909, Paris, Franța) a fost un politician francez, jurnalist, traducător și scriitor de literatură științifico-fantastică. Grousset a publicat sub pseudonimele André Laurie, Philippe Daryl, Tiburce Moray și Léopold Virey.
Manuscrisul romanului Steaua Sudului de Jules Verne a fost scris inițial de Paschal Grousset.